# Пардо, Роб
Роб Пардо (род. 9 июня 1970) — американский геймдизайнер. Ранее занимал должность главного креативного директора Blizzard Entertainment. Покинул компанию 3 июля 2014 года. Также занимал пост исполнительного вице-президента по геймдизайну в Blizzard Entertainment и являлся ведущим дизайнером World of Warcraft. В 2006 году журнал Time назвал его одним из 100 самых влиятельных людей в мире.
Пардо основал собственную студию Bonfire Studios в 2016 году. Ему удалось привлечь $25 миллионов инвестиций со стороны компаний Andreessen Horowitz и Riot Games.

## Деятельность
Роб Пардо принимал участие в разработке следующих игр:
В качестве ведущего дизайнера:
- World of Warcraft: The Burning Crusade
- World of Warcraft
- Warcraft III: The Frozen Throne
- Warcraft III: Reign of Chaos
- StarCraft: Brood War

В качестве дизайнера:
- World of Warcraft: Warlords of Draenor
- Diablo II
- Warcraft II: Battle.net Edition
- StarCraft
- Diablo III

В качестве продюсера:
- Трилогия Mortal Kombat
- Tempest X3

В качестве исполнительного продюсера:
- Diablo III

## Влияние на поп-культуру
Пардо появляется в качестве анимированного персонажа в одном из эпизодов Южного парка под названием «Занимайтесь любовью, а не Warcraft’ом», посвященном одноименной игре World of Warcraft.

## EverQuest
Пардо играл в EverQuest под ником Ariel и был гильдмастером гильдии Legacy of the Steel. В игре познакомился с Джеффом Капланом, игравшим под ником Tigole, которого впоследствии пригласил работать в Blizzard.